# Youssoufi Touré
Pour les articles homonymes, voir Touré.
Youssoufi Touré, né le 16 janvier 1960 à Bamako (Mali), est un universitaire français, spécialiste de génie informatique. Il est président de l'université d'Orléans de 2009 à 2016 puis recteur de l'académie de la Guyane entre 2016 et 2017.

## Biographie
Youssoufi Touré est né le 16 janvier 1960 à Bamako, capitale du Mali,.

### Carrière
Allocataire d'enseignement supérieur, puis chercheur contractuel de 1988 à 1990 à l'université Lyon 1, il y soutient sa thèse de doctorat en 1990 et y devient en 1991 maître de conférences au département de génie électrique et des procédés (GEP) de la Faculté des sciences et technologies après un passage chez Rhône-Poulenc Fibres, à Arras.
Titulaire d'une HDR en 1997, il est responsable du DEA automatique industrielle de Lyon 1 de 1995 à 1998.
De 1999 à 2007, il est directeur du laboratoire vision et robotique (LVR) et directeur adjoint de l’IUT de Bourges (jusqu’en 2002). Il dirige de 2008 à 2010 le laboratoire Prisme (Institut pluridisciplinaire de recherche en ingénierie des systèmes, mécanique et énergétique) de l'université d'Orléans.
En novembre 2009, il est élu président de l'université d'Orléans, fonction à laquelle il est réélu en juin 2012. Il est notamment vice-président de la CPU de 2014 à 2016.

### Condamné puis relaxé pour détournement de fonds publics
En mars 2016, il quitte ses fonctions de président alors qu'une gestion hasardeuse de cette université le met en cause. Il est nommé recteur de l'académie de la Guyane. Il démissionne de ce poste en janvier 2017 alors que la Guyane est en proie à de nombreux mouvements sociaux. Le 25 juin 2020, il est condamné à 1 an de prison avec sursis pour détournement de fonds publics par le tribunal correctionnel d'Orléans. Il est relaxé en appel le 19 octobre 2021.

## Décorations
- Chevalier de la Légion d'honneur (2013)[10]
- Commandeur de l'ordre des Palmes académiques en 2011[3], officier en 2008)